# رودريغو بسكونيات
رودريغو بسكونيات (بالإسبانية: Rodrigo Bascuñán)‏ هو صحفي تشيلي، ولد في 10 مارس 1976 في سانتياغو في تشيلي.

## روابط خارجية
- رودريغو بسكونيات على موقع IMDb (الإنجليزية)